# 이우주
이우주(李宇柱, 1918년 6월 6일~2007년 4월 25일)는 대한민국의 의사이자 교육자이다. 충청남도 공주 출생이다.

## 학력
- 1936년 중앙고등보통학교 졸업
- 1941년 세브란스연합의학전문학교 졸업
- 1953년 연희대학교 의과대학원 의학석사
- 1955년 서울대학교 의과대학 의학박사
- 1958년 미국 위스콘신 주립대학교 의과대학원 이학박사 졸업

### 명예 박사 학위
- 1983년 연세대학교 명예 법학박사

## 경력
- 1952년~1983년 연세대학교 의과대학 교수
- 1958년~1959년 미국 위스콘신 대학교 매디슨 초청교수
- 1968년~1969년 미국 미네소타 대학교 초청교수
- 1969년~1970년 대한약리학회 회장
- 1975년~1980년 연세대학교 제7·8대 총장
- 1981년 대한민국학술원 회원
- 1983년 연세대학교 명예교수
- 1994년 한국과학기술한림원 회원

## 생애 및 업적
한국 약리학과 기초의학의 토대를 구축한 의학자이자 교육자
1918년 충청남도 공주시에서 태어났으며 중앙고등보통학교를 거쳐 1941년 세브란스연합의학전문학교를 졸업했다. 한국인 최초 약리학교실을 창설한 이세규 교수의 지도로 약리학 연구를 시작해 1950년 한국전쟁 중에 미국 국무부 인사교환프로그램 장학생으로 미국 위스콘신 대학교(University of Wisconsin)에서 약리학으로 1년 반동안 연수를 받았다. 귀국 후 모교인 연세대학교 의대교수로 부임했고, 1955년에는 서울대학교에서 의학박사 학위를 취득했다.

### 의학 연구 성과
그러나 첫 유학에서 자신과 한국의 약리학 수준이 국제적인 수준과 너무 큰 차이가 있음을 느껴 다시 유학길에 올랐다. 그는 위스콘신 대학교에서 당시 세계적인 약리학자였던 샤이드만(F. E. Shideman)의 지도로 카테콜아민(catecholamine)이 심장활동을 조절하는 호르몬 역할을 한다는 것과 그 물질의 유리(遊離)가 강심작용을 한다는 것을 실험적으로 증명하여 3년 만에 위스콘신 대학교에서 박사학위를 또다시 취득했다. 이 연구는 “Role of Myocardial Catecholamines in Cardiac Contractility”라는 제목으로 1959년 세계적 과학저널 <사이언스>에 발표되었다. 이 논문은 평소 기본적인 교감신경 활성도가 심혈관계 생리기능 및 질병발생에 중요한 역할을 한다는 것을 증명한 최초의 연구이며, 고혈압 및 울혈성 심부전증의 병태생리 기전 및 치료 원칙을 수립하는데 기여했다. 이후 카테콜아민의 역할에 대한 연구는 심장에서 자율신경계통 전반으로 확장되었다. 그 결과 교감신경의 기능을 전달하는 카테콜아민을 체크함으로써 심장의 이상여부를 파악할 수 있다는 사실을 새롭게 밝혔고, 이는 세계 약리학 교과서에 인용되기도 했다. 그의 연구결과는 미국 심장협회와 약리학회, 영국 약리학회 각각이 발행하는 Circulation, J. Pharmacol, Exp. Ther, Brit. J. Pharmacol 등 당시 세계 최고 수준의 저널에 발표된 30여 편의 논문을 포함해 국내외에 100여 편의 논문으로 발표되었다. 그리고 국립보건원 (미국)으로부터 학문적 성과를 인정받아 1960년에는 아시아지역 학자 최초로 5년간 거액($40,000)의 연구비를 받았다.

### 의학 교육 업적
연세대학교 의과대학에 세포분자생물학과 행동과학 과목을 신설하고 통합강의를 도입했으며, 임상의학 교육을 강화했다. 이를 계기로 한국 많은 의과대학이 교과과정 개편을 단행하게 되었다. 특히, 의학 용어와 우리말 교과서의 중요성을 강조했으며, <영한의학사전(1956)>과 <약리학 강의(1984)>를 비롯해 <의학대사전(1990)>을 편찬했다. 특히, <의학대사전>은 의학용어의 표준화와 한국화를 표방한 것으로 한국 의학의 체계를 세우는 데 공헌했을 뿐 아니라, 현재 네이버의 의학용어 표준 데이터베이스로 채택되어 전 국민에게 의학 용어에 관한 서비스를 제공하고 있다. <의학대사전>과 <약리학 강의>는 꾸준히 개정, 증보되어 현재 <이우주의 의학사전 >과 <이우주의 약리학 강의 >로 이어져 대한약리학회의 표준교과서로 채택되었으며, 의과대학 및 치과대학과 간호대학 등 보건의료계의 약리학 교육에 이용되고 있다.
이밖에도 1947년 조선약리학회를 발족하고, 1969년 학회장을 역임했으며, 1960년에서 1964년에는 연세대학교 대학원장을, 1975년에서 1980년에는 연세대학교 7,8대 총장을 역임하며 교육체계의 안정화 및 세계화와 후학양성에 힘썼다. 1983년 연세의대 교수직에서 정년퇴임하였다.
학문적 업적과 사회적 공헌으로 국민훈장 동백장, 무궁화장, 대한민국학술원 학술상, 동아의료문화 저작상 등 많은 훈장과 표창을 받았다. 이에 2019 과학기술유공자 생명분야에 지정되었다.

## 포상
- 1961 삼일문화상
- 1970 국민훈장 동백장
- 1979 국민훈장 무궁화장
- 1983 대한민국학술원 학술상